# Ареа ди Ричерка
Ареа ди Ричерка је насеље у Италији у округу Трст, региону Фурланија-Јулијска крајина.
Према процени из 2011. у насељу је живело 4 становника. Насеље се налази на надморској висини од 372 м.